# 莫維萊尼鄉 (雅西縣)
47°20′N 27°21′E / 47.333°N 27.350°E
莫維萊尼鄉（羅馬尼亞語：Comuna Movileni, Iași），是羅馬尼亞的鄉份，位於該國東北部，由雅西縣負責管轄，面積79平方公里，海拔高度75米，2007年人口3,190，人口密度每平方公里40人。